# Waag (Kuinre)
De Waag in Kuinre werd gebouwd in 1776 naar een ontwerp van Jan ten Holt.
De waag verving een ouder gebouw uit 1648. In het torentje hangt een klok. De functie van de waag lag in de boterhandel. Aan het einde van de negentiende eeuw hadden de veranderingen op de botermarkt een eind gemaakt aan de functie van het waaggebouw en was het alleen nog in gebruik als gemeentehuis.
In 1977 kreeg de Vereniging Hendrick de Keyser het pand in haar bezit en liet het pand in 1981 en 1995 restaureren.